# Autopista Lincoln
La Autopista Lincoln (en inglés: Lincoln Highway) es una de las primeras carreteras transcontinentales estadounidenses para vehículos motorizados de los Estados Unidos. Fue activamente promovida por Carl G. Fisher, la Autopista Lincoln fue originalmente diseñada para conectar las costas este y oeste desde el Times Square en Nueva York a Lincoln Park en San Francisco pasando por 13 estados: Nueva York, Nueva Jersey, Pensilvania, Ohio, Indiana, Illinois, Iowa, Nebraska, Colorado, Wyoming, Utah, Nevada y California. En 1915, el "Colorado Loop" fue retirado, y en 1928, realineando la autopista Lincoln en el extremo norte de Virginia Occidental. Así, la carretera pasa por un total de 14 estados, 128 condados, y en más de 700 ciudades, pueblos y villas.